# Рубенская волость
Рубенская волость (латыш. Rubenes pagasts) — одна из двадцати пяти территориальных единиц Екабпилсского края Латвии. Находится на юге края. Граничит с Лейманской, Асарской, Акнистской, Засской и Дунавской волостями своего края, а также с Двиетской, Бебренской и Продской волостями Даугавпилсского края.
Крупнейшими населёнными пунктами волости являются: Рубени (волостной центр), Слате, Калдабруня. Все три села соединяет региональная автодорога P72 Илуксте — Бебрене — Биржи, проходящая по территории волости.
По территории волости протекают реки: Двиете, Илзупите, Калдабруня, Эглона, Берзе, Ратупите, Дзирнавупите, Лачупите, Раджупе. На севере волости находится озеро Дронку.

## История
Рубенская волость была создана в 1866 году. В её состав входили земли Анценишканского, Дунавского и Рубенского поместий. В 1935 году её площадь составляла 110 км², с населением 2516 жителей.
В 1945 году в Рубенской волости Илукстского уезда были созданы Дунавский и Рубенский сельские советы. После отмены в 1949 году волостного деления Рубенский сельсовет входил поочерёдно в состав Акнистского (1949—1956), Илукстского (1956—1962), Даугавпилсского (1962—1967) и Екабпилсского (1967—1990) районов.
В 1954 году к Рубенскому сельсовету был присоединён ликвидированный Калдабруньский сельсовет. В 1956 году — большая часть ликвидированного Дунавского сельсовета. В 1959 году часть Рубенского сельсовета была присоединена к Двиетскому сельсовету. В 1964 году были возвращены территории воссозданного Дунавского сельсовета. В 1980 году к Рубенскому сельсовету была добавлена часть территории ликвидированного Слатского сельсовета.
В 1990 году Рубенский сельсовет был реорганизован в волость. В 2009 году, по окончании латвийской административно-территориальной реформы, Рубенская волость вошла в состав Екабпилсского края.